# Comté de Hopkins (Kentucky)
Pour les articles homonymes, voir Hopkins et Comté de Hopkins.
Le Comté de Hopkins est un comté de l'État du Kentucky, aux États-Unis, fondé en 1807. Son siège est situé à Madisonville.